# Виктория (река)
Вижте пояснителната страница за други значения на Виктория.
Виктория (на английски: Victoria River) е река в северната част на Австралия, протичаща през северозападната част на Северната територия и вливаща се в Тиморско море на Индийския океан. Дължината ѝ е 780 km , а площта на водосборния басейн – 87 900 km².
Река Виктория води началото си на 440 m н.в. от крайните източни разклонения на платото Кимбърли, в северната част на пустинята Танами, на 80 km северозападно от малкото селище Ланджману. В горното си течение има източна и североизточно посока, в средното – северна, а в долното – северозападна, като по цялото си протежение тече през пустинни и полупустинни райони. Влива се чрез естуар, широк до 25 km, преминаващ в залива Кунс Чанъл, съставна част на големия залив Жозеф Бонапарт, на Тиморско море. Основни притоци: леви – Уикъм (198 km), Армстронг (132 km), Уест Бейнс; десни – Камфийлд (129 km), Батъл Крийк (161 km). Средният годишен отток в устието на реката е 158,4 m³/s. По време на мусонните дъждове през лятото (от декември до февруари – март) реката е много пълноводна, а през сухия сезон, от април – май до ноември, силно намалява, като на места пресъхва и се разделя на отделни езерни участъци. По време на пълноводието си е плавателна на 150 km от устието (до град Брадшо) за плитко газещи речни съдове.
Устието на реката е открито през 1839 г. от английския морски офицер Джон Клемънтс Уикъм, който я наименува в чест на кралица Виктория. През 1855 г. английският топограф, изследовател на Австралия Чарлз Огъстъс Грегъри открива и проследява цялото ѝ течение.